# Enrique Mateos
Enrique Mateos Mancebo (* 15. Juli 1934 in Madrid; † 6. Juli 2001 in Sevilla), genannt Fifirichi, war ein spanischer Fußballspieler und Trainer.

## Laufbahn
Enrique Mateos war ein physisch eher fragiler Spieler, der seine körperlichen Defizite aber durch Technik sowie Opportunismus und Kaltschnäutzigkeit vor dem Tor kompensierte. Er begann seine Laufbahn bei AD Plus Ultra, der damaligen Zweitmannschaft von Real Madrid. Seine ersten Einsätze bei den Profis hatte er zwar schon 1953, doch es war erst in der Saison 1956/57, als er endgültig in den  Kader der ersten Mannschaft aufgenommen wurde. Diese Saison war zudem mit 14 Toren in 21 Spielen seine erfolgreichste bei den Hauptstädtern. Auch am Finalsieg im Europapokal der Landesmeister 1958/59 hatte er großen Anteil. Mateos schoss damals – nachdem er in der Anfangsphase des Spieles noch einen Elfmeter vergeben hatte – den Führungstreffer gegen Stade de Reims. Mit der Ankunft seines ehemaligen Mitspielers Miguel Muñoz als Trainer, der bald begann im Team einen Generationswechsel einzuleiten, wurden seine Einsätze jedoch seltener und 1961 endete seine Zeit beim spanischen Rekordmeister. Er wechselte für drei Spielzeiten zum FC Sevilla, wo er 1962 das Pokalfinale erreichte, und später zum Lokalrivalen Betis. Nach einer Saison bei Gimnástica de Torrelavega begann er eine abenteuerliche Etappe, die ihn zuerst in die North American Soccer League, zu den Cleveland Stokers, führte, wo er prompt zum besten Spieler der Liga gewählt wurde, und im folgenden Jahr nach Johannesburg, zu East London Celtic, wo er jedoch nur drei Monate spielte.

## Trainer
Nach seiner Rückkehr nach Spanien begann er diverse Amateurteams wie Fuencarral oder Pegaso Tres Cantos zu trainieren, bevor er 1976 zum FC Cádiz wechselte. Mit den Andalusiern gelang der erste Aufstieg in die Primera División in der Vereinsgeschichte. Nach zwei Spielzeiten wechselte er zu Deportivo La Coruña, seiner letzten Station im Spitzensport.

## Erfolge
- 1× Weltpokalsieger
  - 1960
- 5× Europapokalsieger der Landesmeister
  - 1956 (ohne Einsatz), 1957, 1958, 1959, 1960
- 1× Coupe-Latine-Sieger
  - 1957
- 4× Spanischer Meister
  - 1955, 1957, 1958, 1961

| Personendaten    | Personendaten                                |
| ---------------- | -------------------------------------------- |
| NAME             | Mateos, Enrique                              |
| ALTERNATIVNAMEN  | Fifirichi                                    |
| KURZBESCHREIBUNG | spanischer Fußballspieler und Fußballtrainer |
| GEBURTSDATUM     | 15. Juli 1934                                |
| GEBURTSORT       | Madrid, Spanien                              |
| STERBEDATUM      | 6. Juli 2001                                 |
| STERBEORT        | Sevilla                                      |